# Montfort-l’Amaury
Montfort-l’Amaury település Franciaországban, Yvelines megyében. Lakosainak száma 2790 fő (2022. január 1.). Montfort-l’Amaury Bazoches-sur-Guyonne, Grosrouvre, Méré, Les Mesnuls és Saint-Léger-en-Yvelines községekkel határos.

## Népesség
A település népességének változása:
| Lakosok száma | 3019 | 2953 | 3026 | 2940 | 2938 | 2935 | 2903 | 2870 | 2790 |
|               | 2013 | 2015 | 2016 | 2017 | 2018 | 2019 | 2020 | 2021 | 2022 |